# Ланкастрия
«Ланкастрия» (до 1924 года «Тиррения») — океанский лайнер, построенный в 1920 году для компании «Кьюнард Лайн». С началом Второй мировой войны использовался в качестве войскового транспорта. 17 июня 1940 года потоплен немецкой авиацией у берегов Франции, при этом погибло по разным оценкам от 3000 до 5800 человек, что превысило суммарное количество жертв крушений «Титаника» и «Лузитании».

## История строительства и эксплуатации
Судно построено в Глазго на верфи компании William Beardmore and Company. Спущено на воду в 1920 году как «Тиррения». Заказ на постройку размещён компанией Anchor Line — дочерним предприятием известной фирмы «Кунард лайн». Лайнер мог принять на борт 2200 пассажиров трёх классов. 19 июня 1922 года «Тиррения» совершила первый рейс по маршруту Глазго-Квебек-Монреаль.
В 1924 году лайнер переоборудовали для размещения пассажиров двух классов вместо прежних трёх. В том же году судно переименовали в «Ланкастрию» из-за жалоб пассажиров, затруднявшихся правильно произнести первоначальное название. Вплоть до 1932 года «Ланкастрия» совершала регулярные рейсы из Ливерпуля в Нью-Йорк, затем использовалась как круизное судно, ходившее по Средиземному морю и вдоль побережья Северной Европы.
10 октября 1932 года «Ланкастрия» спасла экипаж бельгийского судна Scheldestad, тонувшего в Бискайском заливе.

## Во Второй мировой войне
В апреле 1940 года реквизирована Британским Адмиралтейством и переоборудована в войсковой транспорт. В новом качестве впервые использована во время эвакуации союзных войск из Норвегии.
17 июня находясь у побережья Франции, «Ланкастрия» была атакована вражеским бомбардировщиком. До 10 бомб попало в «Ланкастрию», она накренилась на левый борт и стала быстро тонуть. На борту находилось 4500 солдат и 200 человек экипажа, а также неизвестное количество гражданских лиц (персонал британского посольства и коммерческих предприятий): в сумме, по некоторым оценкам, от семи до девяти тысяч человек. Спастись удалось лишь 2447 людям. Некоторое время катастрофа была засекречена в Великобритании, чтобы не усиливать и без того тяжёлую горечь поражения в Дюнкерке.